# Жайнак-батира
Жайна́к-бати́ра (каз. Жайнақ батыр) — село у складі Кербулацького району Жетисуської області Казахстану. Адміністративний центр Жайнак-батирського сільського округу.
До 1999 року село називалось Голубиновка.
Населення — 709 осіб (2021; 884 у 2009, 904 у 1999, 999 у 1989).

## Уродженці
У селі народився Є. С. Чуйков (1915–1963), який отримав звання Героя Радянського Союзу за бої біля озера Хасан у 1938 році.